# Oleksij Ševčenko
Oleksij Mykolajovyč Ševčenko (in ucraino Олексій Миколайович Шевченко?; Dnipro, 24 febbraio 1992) è un calciatore ucraino, portiere dell'Oqjetpes.

## Palmarès

### Competizioni nazionali
- Coppa d'Ucraina: 1

Šachtar: 2018-2019
- Campionato ucraino: 3

Šachtar: 2018-2019, 2019-2020, 2022-2023
- Supercoppa d'Ucraina: 1

Šachtar: 2021